# Isosaari (ö i Finland, Lappland, Tunturi-Lappi, lat 68,01, long 23,52)
Isosaari är en ö i Finland. Den ligger i Muonioälven och i kommunen Muonio i den ekonomiska regionen  Fjäll-Lappland  och landskapet Lappland, i den norra delen av landet, 900 km norr om huvudstaden Helsingfors. Öns area är 1,49 kvadratkilometer och dess största längd är 2,5 kilometer i sydöst-nordvästlig riktning.